# Gudrun Brunegård
Gudrun Margareta Brunegård, född 5 november 1957 i Amnehärads församling, Skaraborgs län, är en svensk politiker för Kristdemokraterna. Hon är riksdagsledamot sedan april 2019 för Kalmar län, samt ledamot av Kristdemokraternas partistyrelse.

## Biografi
Brunegård är utbildad distriktssköterska samt har en kandidatexamen (B.A.) från 1995 med engelska som huvudämne. År 2000 avlade hon en kandidatexamen i omvårdnad (B.Sc.).
Brunegård är sedan 1998 ledamot i Vimmerby kommunfullmäktige och sedan 2002 ledamot i regionfullmäktige (tidigare landstingsfullmäktige) i Region Kalmar län. Mellan 2009 och 2019 var Brunegård landstingsråd i opposition i Landstinget i Kalmar län med ansvar för primärvård, tandvårdoch folkhälsa. Hon har också varit politisk sekreterare och samordnare inom Allians för Landstinget i Kalmar län, ersättare i partistyrelsen, ledamot i Kvinnoförbundets (KDK) förbundsstyrelse samt ledamot i Sveriges Kommuner och Landstings beredning för primärvård och äldreomsorg respektive utbildningsberedningen. I april 2019 tillträdde hon som riksdagsledamot, som ersättare för Jimmy Loord som valt att lämna sitt uppdrag.
I riksdagen blev Brunegård ledamot i Utbildningsutskottet samt utbildningspolitisk talesperson. Hon ledde arbetet med att ta fram ett nytt utbildningspolitiskt handlingsprogram, vilket antogs av partifullmäktige 2020. 2021 utsågs Brunegård till biståndspolitisk talesperson och blev arbetande ersättare i Utrikesutskottet. Hon blev samtidigt arbetande ersättare även i Socialutskottet. Efter valet 2022 blev Brunegård ledamot i Konstitutionsutskottet och fortsatte som ersättare i Utrikesutskottet med ansvar för biståndspolitiska frågor.   
Brunegård har lyft frågor som rör Kalmar läns infrastruktur och andra regionala frågor. Hon har också på olika sätt uppmärksammat Förenta Nationernas generalsekreterare Dag Hammarskjöld och de svenska regeringarnas hantering av utredningarna kring orsaken till den flygkrasch då han omkom. Brunegård har också engagerat sig i frågor om religionsfrihet och rätten att utöva sin tro utan att utsättas för trakasserier, såväl i Sverige som internationellt. Hon har även engagerat sig för älvdalskans ställning som språk.
Brunegård blev i december 2021 invald som representant för Europa i det verkställande utskottet för International Parliamentary Network for Education (IPNEd).  
Brunegård tog initiativ till bildandet av ett förbundsdistrikt för KDK i Kalmar län, där hon var ordförande under de första åren. I riksdagen har engagemanget för jämlikhet och jämställdhet fortsatt inom ramen för riksdagens arbetsgrupp för jämställdhet och i Riksdagens tvärpolitiska nätverk mot diskriminering och våld i hederns namn.
Brunegård var kandidat till Europaparlamentet valen 2009, 2014 och 2019.

### Familj
Gudrun Brunegård är sedan 1977 gift med distriktsläkaren Anders Brunegård. De har tre vuxna barn och har under fyra år arbetat med sjukvårdsbistånd i Tanzania.

## Utmärkelser
- 2005 – Årets kristdemokrat för att ”på ett utomordentligt sätt ha kombinerat familjeliv med ett starkt politiskt engagemang”.